# 哈里哈镇
哈里哈镇，是中华人民共和国河北省承德市围场满族蒙古族自治县下辖的一个行政建制镇。
哈里哈镇原为木兰围场中哈拉圭围场所在，亦得名于此:33。原名哈里哈乡，2021年12月31日撤乡设镇。

## 行政区划
哈里哈镇下辖以下地区：
哈里哈村、三义号村、扣花营村、对亭沟村、莫里莫村、台子水村和八十三号村。